# سن-والر، کبک
سن-والر (به فرانسوی: Saint-Valère) شهری در منطقه شهری آرتاباسکا ناحیه سانتر-دو-کبک در استان کبک کانادا است. در سرشماری سال ۲۰۱۱ این شهر ۱٬۳۴۷ نفر جمعیت داشته‌است و مساحت آن ۱۰۸٫۱۳ کیلومتر مربع است.